# 国鉄テ1000形貨車
国鉄テ1000形貨車（こくてつテ1000がたかしゃ）は、かつて日本国有鉄道（国鉄）に在籍した鉄製有蓋車である。

## 概要

### テ1000形
本形式は、国鉄が1955年（昭和30年）に川崎車輛で50両（テ1000 - テ1049）を製造した12トン積み二軸車である。当時はすでに15トン積み鉄製有蓋車としてテム100形が量産されていたが、戦後の不況に対応して製造されたワ10000形やトム60000形と軌を一にするものである。
車体はテム100形を縮小したもので、漏水を防ぎ、積荷の化学反応による発熱に対応するため、床板・側板・屋根まですべて鋼板製である。積荷のばら積みに配慮して内側を平滑にするため、内張りはなく、側柱を外側に配して平鋼板を使用している。また、荷役用扉として車体中央部に幅1,500mmの片引の鋼製戸を配し、側面にX型の補強用リブがある。側引戸は、粉塵によるつまりを防ぐため、吊戸であった。屋根は側板と一体の溶接構造とされている。
荷室の寸法は、長さ5,900mm、幅2,300mm、高さ2,200mm、床面積は13.6m2、容積は29.9m3である。全長は6,700mm、全幅は2,666mm、全高は3,668mm、軸距は3,500mm、自重は8.2tである。本形式の軸ばね支持装置は（一段）リンク式で、最高運転速度は65km/h、車軸は12t長軸である。

### テ1200形
1956年（昭和31年）には、テ1000形と同じ車体で走行装置を二段リンク式とし、最高運転速度を75km/hに向上したテ1200形が、日本車輌製造、日立製作所および川崎車輛で100両（テ1200 - テ1299）製造された。テ1200形は走り装置のほか、ブレーキ装置をテ1000形のKD形からKC形に、連結器の緩衝装置を輪ばねに変更している。
1967年（昭和42年）にテ1000形も走行装置を二段リンク式に改造し、テ1200形（テ1300 - テ1349）に編入された。改番は原番号に300を加えて行われた。
テ1200形は、生石灰の輸送用として、名古屋鉄道管理局（美濃赤坂駅）などに専属配置されて全国で使用されていたが、1970年（昭和45年）度に廃車が始まり、翌1971年（昭和46年）度には139両が一挙に廃車され形式消滅した。